# 日本一愛知の会
日本一愛知の会（にっぽんいちあいちのかい、AICHI IS TOP OF JAPAN（ATJ））は、愛知県知事大村秀章がかつて代表（会長）を務めていた日本の政治団体（地域政党）。NHKにおける選挙速報時の略称は日愛。大村新党と表記されることもある。

## 概要
愛知県（名古屋市の一部と一部の都市を除く（後述））を活動範囲とする地域政党で、2010年12月7日、当時愛知13区選出の衆議院議員であった大村秀章（現・愛知県知事）が設立した。設立理由は、愛知県や名古屋市を国の一律・横並びの規制・制度から解放し、国に頼らずに、日本で一番自由かつ競争を促せる制度・政策を行い、世界と戦える地域にするためであった。一方で、県議会での多数決がないと政策が進行しないからとも述べている。シンボルマークは大村に似た顔をした犬。
設立当初は、大村の県知事選挙活動のサポートを主にしていたが、2011年2月6日に大村が初当選すると、同年4月10日の愛知県議会選挙に向けて、県内に議員を多数擁立した。
大阪維新の会に倣い、大村は「私の政策を支持するなら、どの政党出身者でも問わない」と発言した。実際に、蒲郡市など一部選挙区の議員は、民主党や自由民主党などの既存政党から離党し、日本一愛知の会の公認を受ける形で政治活動・選挙活動を行った。

### 2011年愛知県議会議員選挙
2011年4月10日投開票。大村は24人の公認候補者を擁立した。当選者は、稲本和仁（名古屋市中川区）、野中泰志（豊川市）、高桑敏道（岩倉市）、園山康男（岡崎市）、浅井喜代治（幡豆郡）の5人。稲本と浅井は無投票当選。
同じ地域政党で躍進し第一党を確保した大阪維新の会、2011年の名古屋市議会選挙で躍進した勢いを借りた減税日本とは対照的になった。推薦をした自由民主党愛知県連議員を含めても、狙っていた単独過半数（52議席）を若干下回る45議席となった。単独では第5党であった。
豊田市選挙区では、みんなの党で公認を受けていた候補者が一転して日本一愛知の会へ鞍替えして出馬したが、落選した。

### 2015年愛知県議会議員選挙
2015年4月12日投開票。日本一愛知の会は、候補擁立を見送り、統一会派を組んでいた減税日本も全員が落選したために、愛知県議会における勢力を失った。

### 現況
2019年11月に公表された政治資金収支報告書（2018年分）によれば、代表は名古屋市守山区四軒家の医療法人香流会紘仁病院の理事長の重冨亮が務めている。また、岡崎市に支部がある。

## 沿革
2010年
12月7日 - 衆議院議員・大村秀章が地域政党「日本一愛知の会」を設立。
12月25日 - 事務所（安城・名古屋）開所。
2011年
2月6日 - 愛知県知事選挙。大村が初当選。
2月7日 - 名古屋事務所を閉鎖。県議会議員の公募開始。
2月8日 - 岡崎市議会の自民党系会派の脱会議員ら5人が、岡崎支部として「日本一愛知の会 岡崎」を結成。
2月16日 - 蒲郡市議3人が蒲郡支部を設立。
4月10日 - 愛知県議会議員選挙。5議席獲得。
4月22日 - 愛知県議会にて、減税日本との統一会派「減税日本一愛知」結成。
4月24日 - 春日井市議会議員選挙。2名当選。
4月24日 - 豊橋市議会議員選挙。1名当選。
4月24日 - 尾張旭市議会議員選挙。1名当選。
4月25日 - 日本一愛知の会推薦、無所属で豊川市選挙区から選出された藤原宏樹県議が自民党会派への合流を発表。「自由民主党愛知県議員団」は愛知県議会において単独過半数を獲得した。その後、藤原は自民党にも入党。
2012年
1月28日 - 次期衆議院選挙で、日本一愛知の会からの候補者の擁立に向け、政治塾を設立することを決めた。
2月12日 - 弥富市議会議員選挙。1名当選。
3月25日 - 尾張旭市議の坂江章演が、同市の市長選挙に出馬し落選。
10月21日 - 岡崎市議会議員選挙。1名当選、1名落選。なお当選した横山幽風の順位は定数37名中、36位だった。
10月21日 - 愛知県議会議員補欠選挙（岡崎市選挙区・改選数2）。公認が得られず無所属で出馬した「日本一愛知の会 岡崎」所属の元市議・鈴木雅登は当選。大村が擁立した元衆議院議員秘書の中川博登は、直前に無所属にさせられ落選。
10月21日 - 岡崎市長選挙。大村と現職の岡崎市長が擁立した日本一愛知の会所属の元県議は落選。
2013年
5月23日 - 稲本和仁県議（名古屋市中川区選出）が会派「減税日本一愛知」を離脱し、無所属となった。
2014年
9月27日 - 日本維新の会と結いの党が合併して発足した「維新の党」が、鈴木雅登県議を次期県議選の公認候補に決定した。これにより愛知県議会に占める日本一愛知の会の議員の数は「4」から「3」に減った。
2015年
2月1日 - 愛知県知事選挙。大村が再選。
4月26日 - 豊橋市議会議員選挙。山本賢太郎市議は無所属で出馬し、落選。
4月26日 - 春日井市議会議員選挙。加藤貴章市議と浅野登市議は無所属で出馬し、共に当選。
4月30日 - 愛知県議会の新議員就任。県議会における勢力をすべて失う。
2016年
2月14日 - 弥富市議会議員選挙。大原功市議は無所属で出馬し、当選。
10月16日 - 岡崎市議会議員選挙。横山幽風市議は同僚の三浦康宏市議と田口正夫市議が行ったセクハラの被害者であると訴えつつ、大村の支援を受けて出馬するが、身持ちの悪さが徒となり落選。
2019年
2月3日 - 愛知県知事選挙。大村が3選。

## 政策
- 愛知県・名古屋市の真の独立（外交・国防など一部を除き、国からの自立を図る）
- 県民税10%削減
- 中京都の設立（名古屋市との連携）
- 東三河県庁の設立
- 制度改革（平成の楽市楽座）

など。
詳細は日本一愛知の会 マニフェスト参照。

## 他政党との関係

### 減税日本
名古屋市長の河村たかしが率いる減税日本とは政策を共有し、2011年2月6日に行われた愛知県知事選挙では双方の応援組織の戦略会議を兼ねた親睦会や打ち合わせを愛知県内の離島や名古屋市内の繁華街で行ったり、自転車遊説を行ったり、2011年4月10日に行われた愛知県議会選挙では双方の候補を推薦するなど連携関係にあった。
2011年4月10日に行われた愛知県議会選挙では、基本的に名古屋市内では減税日本、それ以外は日本一愛知の会の候補者を擁立することになった（ただし名古屋市中川区や一宮市・春日井市・犬山市・尾張旭市で例外あり）。
4月22日には愛知県議会で、統一会派「減税日本一愛知」（団長：浅井喜代治（日本一愛知の会所属））を結成した。公約を除いて党議拘束は設けられていない。
しかし、2011年の愛知県議会選挙で当選した愛知の会所属の議員の中には、あくまで大村支持であることを打ち出し、河村への賛同を表明していない者もいる。大村の政治思想は河村のそれとはかなり異なっており、いつまで両党の連携が続くか疑問視する見方もある。
2012年8月14日、中京維新の会について河村たかしは「信頼関係が傷つけられた。一緒にやっていくことはできない」と述べ、連携しない意向を明らかにした。

### 大阪維新の会
橋下徹市長は東海大志塾を立ち上げにおいて、激励のメッセージを送っている。その中で「大阪と愛知が連携して日本を変えていきましょう」と語った。

### みんなの党
みんなの党は2011年愛知県知事選挙では薬師寺道代を擁立し争った。しかし、アジェンダが一致する所は協力したいと語っている。

### 自由民主党
大村が所属し県連代表も務めていた自由民主党愛知県連は、離党してまで愛知県知事に立候補した大村を除名し、県連所属議員に重徳和彦を推薦すよう働きかけた。しかし、大村が県知事に当選後は、石原伸晃が大村との関係修復を模索し始めた。また鈴木政二代表以下執行部が総辞職するに至り、後任に大村に理解のある寺西学が就いてからは、大村との和解が進み、津島市など一部地域では日本一愛知の会の推薦を得られるようになった。
ところが、2011年3月3日の定例県議会一般質問の中で、自民党員の筒井隆弥から、河村をアドルフ・ヒトラーに、大村を（ヒトラーの子分として）ベニート・ムッソリーニになぞらえ揶揄する発言、同じく立松誠信が知事の元秘書の介護事業を巡るトラブルについての質問を行ったことに対して、大村が激怒。4日に48人の同党公認候補のうち1人の新人を除いて当面協議を凍結すると発表した。また、筒井が議席を持つ名東区には、対抗馬として河村の後援会幹部だった三宅功を候補者に据えると発表した。その後大村は県議会選挙が迫ったことを理由に3月16日に推薦凍結を解除し、翌17日には同党公認候補10人、19日には同じく8人を推薦し、最終的には21人に推薦を出している。
ただ、2011年の愛知県議会選挙では愛知県連は49議席を獲得したものの、うち20議席は愛知の会推薦で当選した候補者であり、中には反大村を打ち出せば愛知の会への鞍替えをすることも辞さないことを公言する議員もいるため、大村派（20人）・反大村派（29人）との主導権争いが起こる可能性も指摘されている。
なお、河野太郎・菅義偉など、一部衆議院・参議院議員や愛知県連所属議員の中には、愛知県知事選挙の際、党本部が重徳を支持の方針に留めたため、公然ないしは秘密裏に大村を支持した者もいた。

### 民主党
河村と共に小沢一郎との面会を行っている。また蒲郡市・春日井市などの選挙区では、民主党推薦ないしは所属していた候補が鞍替えするなどして公認・推薦を得ている。
民主党愛知県連では相次ぐ離反、県知事選挙での敗北や市議会議員選挙での惨敗を受けて、愛知の会への歩み寄りを見せる動きもあるものの、県連内では県議選に向けた歩み寄りに反発も予想されており、推薦を得られるか微妙な関係であったが、愛知の会は豊明市選挙区で立候補する候補に推薦を与えている。
しかし、愛知の会が愛知県議会選挙で惨敗後は、民主党愛知県連との接近を試み、双方が会合を定期的に行うことで合意している。自民党へのけん制を図るために行ったものと考えられる。

### 公明党
公明党とは2011年の愛知県知事選挙で大村を支持していることから、愛知県議会内では2011年4月10日現在、減税日本と共に与党でもある。また2011年3月13日に行われた名古屋市議会選挙、4月10日に行われた愛知県議会選挙では、同党から出馬する議員の推薦を行っている。ただし、自民党とは、国政の流れから友党関係を維持している。

## その他
- 既に閉鎖されている名古屋事務所は中区にあるアサヒドーカメラの1階に構えていた。またこの事務所は大村の選挙対策本部も兼ねていた。